# Makarora obesa
Makarora obesa är en stekelart som beskrevs av Boucek 1988. Makarora obesa ingår i släktet Makarora och familjen finglanssteklar. Inga underarter finns listade i Catalogue of Life.